# Deleni (gmina w okręgu Vaslui)
Deleni – gmina w Rumunii, w okręgu Vaslui. Obejmuje miejscowości Bulboaca, Deleni, Moreni i Zizinca. W 2011 roku liczyła 2257 mieszkańców.